# Katherine Espín
 (novembre 2018).
Si vous disposez d'ouvrages ou d'articles de référence ou si vous connaissez des sites web de qualité traitant du thème abordé ici, merci de compléter l'article en donnant les références utiles à sa vérifiabilité et en les liant à la section « Notes et références ».
Katherine Espín, née le 15 novembre 1992 à La Troncal en Équateur, est une mannequin équatorienne, devenue Miss Terre 2016.